# Packing
Pour les articles homonymes, voir Packing (phallus).
Le packing (de l'anglais to pack qui signifie « remplir », « emballer », « mettre dans ») est une technique de traitement alternatif de l'autisme, décrite comme une maltraitance infantile par l'ONU, consistant à envelopper transitoirement un patient de linges humides, froids ou parfois à température ambiante. Elle est utilisée dans les cas d'autisme infantile avec manifestations d'automutilations ou dans les cas de psychose avec tendance à l'agressivité destructrice. Le but est de chercher à faire reprendre au patient une certaine conscience de l'image de son corps. Elle a été introduite en France dans les années 1960 par le psychiatre américain M. A. Woodbury, où elle a principalement été utilisée ensuite.
Cette méthode est devenue l'enjeu de vives controverses, surtout autour des traitements de l'autisme infantile, parce qu'elle est assimilée aux traitements psychiatriques de choc par des associations de parents de patients et certains patients et spécialistes, à tort selon les psychiatres qui la pratiquent. En 2011, 18 chercheurs internationaux en autisme co-signent un « consensus » scientifique « contre le packing ».
Le débat est devenu politique, avec l'action d'associations de parents d'enfants autistes qui demandent – et parfois obtiennent – son interdiction,. En France, la Haute Autorité de santé est opposée à l’utilisation de cette pratique en dehors de protocoles de recherche autorisés. La Secrétaire d'État chargée des personnes handicapées et de la lutte contre l'exclusion, prenant acte des recommandations de l'ONU (CRC), demande en avril 2016 son interdiction totale dans tous les établissements pour enfants handicapés.

## Historique
Selon Pierre Delion, le pack appartient au traitement par l'eau ou hydrothérapie sans se résumer à ces techniques. Ces méthodes se pratiquaient déjà dans l'Antiquité mais prennent une dimension thérapeutique à partir du XVIIe siècle et XVIIIe siècle, à travers des méthodes brutales, comme celle pratiquée par Jean-Baptiste Van Helmont ou dans certains asiles, méthodes que Philippe Pinel condamnera pour préconiser, dans les cas de manie et de mélancolie, des bains tièdes et prolongés, relaxants, méthode également utilisée par Jean-Étienne Esquirol, même si par la suite des abus furent constatés.
D'après Delion, au XIXe siècle, l'hydrothérapie se développe considérablement et plus seulement dans le domaine des maladies mentales mais aussi des maladies chroniques, à l’aide d'eau froide. Selon Alain Gillis, c'est à cette époque que les enveloppements humides apparaissent. En 1834, Vincenz Priessnitz utilise une technique de drap mouillé et de maillot humide, destinée à faire transpirer le patient. En 1852, Louis Fleury, un médecin français inspiré par Priessnitz, publie un traité d’hydrothérapie où sont décrits des procédés soit apaisants soit tonifiants. Les premières descriptions d’enveloppement sont retrouvées en 1850 dans les Annales médico-psychologiques sous la dénomination « emmaillotement humide ». Qu'il s'agisse d'Esquirol, de Bénédict Augustin Morel ou de Valentin Magnan, le présupposé est essentiellement physiologique tandis que Krafft-Ebing recommande les enveloppements froids pour leur effet hypnotique.
Dans la première moitié du XXe siècle, en France et en Europe, ces pratiques disparaissent, affirme Delion, pour réapparaître en 1948 en France dans les cas de psychose sévère avec Paul Sivadon selon qui « l’eau comme agent physique est utilisée essentiellement comme médiateur symbolique pour favoriser le sentiment de sécurité, la prise de conscience de l’existence corporelle et la relation avec les objets et les personnes ». Dans le même temps, ce type de pratique se développait aux États-Unis.
La pratique fut véritablement réintroduite en France en 1966 par le psychiatre américain M.A. Woodbury, qui la nommait « enveloppements anaclitiques » et la destinait au traitement des crises psychotiques aiguës et des troubles chroniques du schéma corporel, expliquant que « le but de ce traitement est de donner au malade une stimulation du schéma corporel, de contrôler ses tendances autodestructrices et agressives, sans l’aliéner par les médicaments ou l’isolement ». Il citait, rapporte Delion, les études faites à Chestnut Lodge qui avaient démontré que « 87 % des crises de morcellement aigu pouvaient être enrayées en quelques heures par les enveloppements sans aucun médicament […] l’intégration immédiate des événements qui ont précipité la crise est permise par la poursuite du dialogue humain. Les patients recouvrent ainsi rapidement la fonction de symbolisation verbale et confient fréquemment du matériel psychique profond indispensable à leur psychothérapie » : la dimension relationnelle avec la présence constante d’un infirmier est donc déterminante dans cette pratique. Paul-Claude Racamier participera a l'élaboration de cette technique en préconisant la présence de deux personnes soignantes afin de renforcer encore sa dimension relationnelle.
Pierre Delion déclare, lors d'une journée à Lille sur « La pratique du packing avec les enfants autistes et psychotiques », qu'avant d'être revisitée par la psychanalyse, la pratique du packing reposait essentiellement sur la contention, la comparant alors à l'usage de la camisole de force. Il en appelle à l'élaboration d'un cadre psychothérapique « propice aux sujets en délicatesse avec leur image du corps ».
Le Professeur David Cohen présente quant à lui la pratique du packing de façon indépendante de la psychanalyse, la considérant comme un exemple de « thalassothérapie à l'hôpital » et l'inscrit dans la lignée des « traitements par hydrothérapie » comme d'abord indiquée pour les « malades psychotiques agités », en tant qu'alternative à la contention et à la médicamentation. Il évoque son utilisation sur une gamme de symptômes, de la catatonie aux « pathologies borderline », ainsi que pour des troubles non psychiatriques, tels que la dermatite atypique. Il différencie « l'enveloppement sec », employé selon lui en cas de risque d'hypothermie sur les prématurés, de « l'enveloppement humide », et remarque, dans la pratique expérimentale qu'il dirige dans son service à la Pitié-Salpétrière, que les paramètres physiologiques vont dans le sens d'une plus grande détente dans l'enveloppement humide.

## Description
Pierre Delion définit la technique de la façon suivante : « Le packing (ou enveloppements humides) est une technique de soin s’adressant à des patients souffrant d’autismes et de psychoses graves. Elle consiste à les envelopper dans des linges humides et à utiliser le temps du réchauffement pour mettre en place et/ou favoriser le travail psychothérapique ».
Selon Jean-Louis Goeb, et Delion, la technique du packing est basée sur le refroidissement de la peau par un linge mouillé et froid, avec un réchauffement thermique cutané rapide secondaire et spontané (de l’ordre de cinq minutes selon des vérifications par thermomètres cutanés). Selon Delion, lorsque la température de départ des serviettes est inférieure à dix degrés, le réchauffement du corps est plus rapide et donc plus « efficace » sur le rassemblement de l’image du corps. Ce procédé est obtenu en enveloppant le corps de l’enfant dans des serviettes de bain (deux pour le tronc, une pour chaque bras et jambe) mouillées froides. Seuls les membres supérieurs et inférieurs et le tronc sont enveloppés ; la tête et le visage ne sont pas concernés. Les serviettes sont recouvertes de deux couvertures chaudes pour faciliter le réchauffement. Ces tissus d’une température proche de 10 à 15 °C en début de séance se réchauffent très rapidement pour avoisiner la température du corps jusqu’à la fin de la séance. Seule la température superficielle est transitoirement diminuée, le patient n’est théoriquement jamais placé en hypothermie. L’enveloppement doit se faire rapidement éventuellement à quatre soignants.
Le packing dure de trente à soixante minutes à l'issue desquelles le patient est « développé » rapidement puis frictionné, puis accompagné vers un lieu de vie, où une collation lui est proposée, dans une ambiance conviviale un compte-rendu est réalisé selon la méthode d'observation directe d’Esther Bick et une réunion de supervision a lieu toutes les deux ou trois semaines. Le rythme des séances varie de une à sept fois par semaine, en fonction de l’état de santé du patient, l'équipe soignante comprend de deux à six personnes et la technique est mise en place après explication au patient et aux parents lorsque celui-ci est mineur, et jamais si ceux-ci refusent,. Dans certains établissements, les packings entrent dans le cadre d’un projet de soins individualisé en accord avec les parents, ils s’intègrent alors au sein d’une prise en charge pluridisciplinaire, qui associe idéalement des soins, à des approches éducatives et pédagogiques adaptées,.
Le principe de l'enveloppement froid n'est pas absolu, et certains praticiens, comme le psychiatre Alain Gillis utilisent également des enveloppements à température de 20 °C. Dès 2002, il utilisera des enveloppements à température du corps ou encore des enveloppements secs.

## Indications
Selon Pierre Delion, le packing peut être utilisé avec des enfants dans les cas d'autisme sévère — lorsque les enfants présentent des automutilations — et également dans les cas de psychose infantile grave, avec symptômes violents et psychomoteurs ou encore dans certains cas d’anorexie avec déni de l'image corporelle. Les cas où le packing est particulièrement contre-indiqué sont ceux où les angoisses d’étouffement sont manifestes ou sous-jacentes. Il n'est à utiliser, selon Delion, que « dans un contexte dans lequel les reprises du travail tant sur le plan de la supervision et du contrôle que sur celui de l’élaboration théorique sont effectivement possibles et réalisées » ou tel que le rapporte Jean-Louis Goeb « comme un « aménagement du cadre psychothérapeutique » individuel et unique, dans la mesure où la relation avec [l'] enfant ne s’avère actuellement possible que dans ce cadre ».

## Théories
Selon Pierre Delion la pratique du packing est à articuler avec ce que G. Haag  nomme la « phase de récupération de la première peau », c'est-à-dire dans une perspective évolutive de l’autisme infantile traité, au début de la phase symbiotique. Selon Delion et Sylvie Tordjman, le packing a une dimension neurophysiologique qui permet, notamment dans le cas d'automutilations, de réinvestir différemment des circuits perceptifs. Sur le plan psychologique, le packing serait lié à la notion d’enveloppement psychique, notamment appuyé sur les travaux de Didier Anzieu, et à celles plus générales de schéma corporel et d'image du corps. D'un point de vue phénoménologique Alain Gillis considère la séance de packing comme un moment psychomoteur essentiel qui redonne au sujet l'occasion de se ressaisir comme tel. À partir de son corps limité il s'exerce au jeu de l'intersubjectivité.
Pierre Delion considère le packing comme un « aménagement du cadre psychothérapeutique ».
Selon Tordjman et Charras, la sensation « de saisissement » éprouvée pendant l'enveloppement permet de retrouver la sensation que les enfants autistes éprouvent sur un mode addictif, et ainsi de se retrouver dans un retrait autistique. Le fait de concentrer son attention sur le saisissement provoqué par le packing permet d'entamer un travail de désaccoutumance par rapport aux conduites auto-agressives et aux comportements afférents.

## Études
Depuis la réintroduction de cette pratique en France en 1966, peu d'études ont été produites, rapporte Pierre Delion.
En 1974, une étude de G. Pous et alii porte sur les psychotiques et distingue deux temps : un choc thermique qui nécessite la présence des soignants suivi d'une période de réchauffement de bien-être et de détente ; ils soulignent l’importance de la relation avec les soignants et de la parole dans une perspective de cure analytique. En 1977, une étude de Delion et alii porte sur des cas de psychose dissociative. En 1979, Bovier et Brandli préconisent de porter le nombre de soignants à quatre, de ne pas excéder une douzaine de séances, et ajoutent un troisième temps à celui noté par Pous qui doit être suivi d’une séance de thérapie ; ils notent que le packing permet au patient d'exprimer ses pensées et son ressenti. La même année, dans la même revue, Sautejean et Roudeix relatent le cas d'un enfant autiste de dix-sept ans « en proie à des épisodes auto et hétéro-agressifs », dont l’agressivité a pu être contenue et avec lequel un dialogue a été restauré ; ils notent cette approche est réservée à des enfants ou adolescents qui sont totalement en deçà du langage, murés dans un mutisme total.
Dans le cadre du programme hospitalier de recherche clinique 2007, le ministère de la santé français soutient la mise en place d'une étude prospective et randomisée, qui doit être coordonnée par le Dr Goeb au CHU de Lille, intitulée Démonstration de l'efficacité des méthodes par packing chez les enfants souffrant de troubles envahissants du développement avec troubles graves du comportement. Une étude dirigée par Pierre Delion est publiée le 29 juin 2018 sur PLOS One : menée sur 41 enfants le plus souvent sous neuroleptiques, répartis en deux sous-groupes et suivis durant trois mois de packing dans 13 établissements de soin français, elle porte sur l'efficacité comparée d'enveloppements humides et secs pour réduire les troubles du comportement afin de tester l'hypothèse d'un effet supérieur de l'enveloppement humide. L'étude conclut à une absence de différence d'efficacité entre enveloppement humide et sec, ce qui est contraire à l'hypothèse d'une efficacité passant par  une différence thermique. Demeure l'hypothèse d'une efficacité éventuelle via la proprioception commune aux enveloppements secs et humides que l'étude ne permet pas de démontrer en l'absence d'un groupe contrôle, les enfants étant par ailleurs pris en charge et pour moitié d'entre eux sous traitement médicamenteux. Les auteurs de l'étude concluent cependant qu'en l'absence de réaction averse significative (cinq évènements seulement en trois mois sur 41 enfants, dont une chute avec traumatisme cérébral peut être liée à l’épilepsie, une chute avec fractures osseuses et une attaque d'asthme), le packing serait potentiellement une option thérapeutique sans danger dont il convient d'investiguer l'efficacité comparée avec un traitement médicamenteux dans de prochaines études. Selon Franck Ramus, cette étude ne permet pas de mettre en évidence un effet thérapeutique du packing.

## Évaluations et recommandations
En mai 2009, dans le cadre du Plan Autisme, la secrétaire d'État Valérie Létard rappelait que le packing « n'a pas fait l'objet d'évaluation scientifique »,.
En février 2011, 18 chercheurs internationaux en autisme, dont David Amaral, Simon Baron-Cohen, Thomas Bourgeron, Éric Fombonne, Patricia Howlin et Fred R. Volkmar, co-signent un article intitulé Against Le packing : a consensus statement, dans lequel ils qualifient le packing de technique non-éthique, ignorant volontairement des connaissances relatives au spectre de l'autisme.
La Haute Autorité de santé ainsi que l'ANESM sont opposées à l’utilisation de cette pratique, en dehors de protocoles de recherche autorisés : « En l’absence de données relatives à son efficacité ou à sa sécurité, du fait des questions éthiques soulevées par cette pratique et de l’indécision des experts en raison d’une extrême divergence de leurs avis, il n’est pas possible de conclure à la pertinence d’éventuelles indications des enveloppements corporels humides (dits packing), même restreintes à un recours ultime et exceptionnel. En dehors de protocoles de recherche autorisés respectant la totalité des conditions définies par le Haut Conseil de la santé publique (HCSP), la HAS et l’Anesm sont formellement opposées à l’utilisation de cette pratique. »
La recommandation de la HAS est elle-même critiquée par certaines publications (Éthique et santé).
Selon le Haut Conseil de la Santé Publique : « En conclusion, compte tenu de l’absence de risques notables identifiés à ce jour, le Haut Conseil de la santé publique considère que la réalisation du packing ne présente pas de risques qui justifieraient son interdiction. Cependant, l’existence de risques psychiques n’est pas exclue et doit être prise en compte dans l'analyse bénéfice-risque de cette méthode de prise en charge, au même titre que toutes les autres méthodes de prise en charge, médicamenteuse ou non, de l'autisme »
Le 4 février 2016, le Comité sur les Droits de l'Enfant de l'ONU (CRC) publie un certain nombre de recommandations à l'intention du gouvernement français. Se disant « préoccupé par les cas de mauvais traitements d’enfants handicapés dans des institutions », il demande notamment que soit interdite la technique du packing. Le 21 avril 2016, dans une interview donnée au journal Le Monde, la Secrétaire d'État chargée des personnes handicapées et de la lutte contre l'exclusion, Ségolène Neuville, prend acte de ces recommandations. Elle déclare que le packing ne doit plus être utilisé dans les établissements, et que cela sera écrit en toutes lettres dans la circulaire qui va être envoyée aux Agences Régionales de Santé. La circulaire parait effectivement le lendemain. 
Le journal Libération note néanmoins que cette interdiction est faite alors que la secrétaire d'État a demandé, deux ans auparavant, une étude pluridisciplinaire sur le packing dont la réalisation a été confiée à l'INSERM et dont les résultats devaient être rendus publics en juin 2016, soit un mois après l'interdiction. D'après Libération, l'étude pourrait montrer « l'efficacité de cette pratique dans certains cas. »
Fin mai 2016, Ségolène Neuville répond n'avoir commandé aucune étude sur le packing, et maintient sa demande d'interdiction de cette pratique en France. Une proposition de loi pour l'interdiction du packing en France est déposée le 10 mai 2016 par un groupe d'élus, dont Daniel Fasquelle.
En décembre 2023, une revue de littérature sur l'utilité du packing pour des enfants atteints de trouble du spectre autistique a été menée par des étudiants de l'Université Grenoble-Alpes, sous la direction de Richard Monvoisin.

## Fréquence
Selon le Dr David Amaral, la technique du packing est utilisée presque exclusivement en France, et est de toutes façons contraire aux directives de traitement appliquées au Canada, aux États-Unis, au Royaume-Uni, en Espagne, en Italie, en Hongrie et en Australie. Selon le Haut Conseil de la Santé publique, elle a été totalement abandonnée aux États-Unis[réf. à confirmer].
Il n'existe aujourd'hui en France aucune information officielle sur les établissements pratiquant le packing en pédopsychiatrie. Certains hôpitaux de jour le pratiquent ouvertement, comme l'établissement « La Pomme Bleue » en région bordelaise ou encore « Les Mosaïques » à Lille[réf. nécessaire]. Certains Instituts médico-éducatifs utilisent également ouvertement cette pratique avec des enfants autistes.[Quand ?]
Mais d'une manière générale, on ne dispose pas de statistiques sur le packing en milieu psychiatrique ou médico-social et il est donc impossible de savoir si son utilisation est très répandue ou non, ni dans quelles conditions et selon quel protocole de soins il est pratiqué.[réf. nécessaire]
En novembre 2020, la sociologue française Brigitte Chamak publie le témoignage de 7 mères d'enfants autistes originaires de Seine-Saint-Denis, qui affirment que le packing a aidé leur enfant.

## Critiques

### Associations
Selon l'association française de parents d'enfants autistes « Léa pour Samy », il s'agit d'un « traitement inhumain et dégradant », voire de torture. Cette association, renommée « Vaincre l’autisme », est très critique envers le packing. Elle prône plutôt l'usage de l'analyse du comportement appliquée (ABA en anglais), indiquant aussi que « l’autisme n’est pas une maladie psychique ni un trouble psychiatrique. Il est reconnu et traité au niveau international comme une maladie neurobiologique. Les enfants, adolescents et adultes atteints d’autisme français n’ont pas à être traités de manière différente des enfants, adolescentes et adultes atteints d’autisme du monde entier,. » Cette association qui assimile cet acte à de la maltraitance relève notamment que dans certains cas les linges sont à des températures fortement en dessous de 0, car sortant directement d'un congélateur à −18 °C ; beaucoup d'autistes ont une hypersensibilité au toucher, et dans leur cas ce type de traitement peut provoquer une souffrance intense et impossible à comprendre pour le personnel soignant[réf. nécessaire] ; des témoignages de parents ont indiqué qu'il y a des cas d'utilisation du packing sur leur enfant, sans les en informer ni requérir leur approbation.
En réponse à l'interrogation sur le caractère éthique d'une telle méthode en ce qui concerne le consentement du patient ou/et des parents, en 2009, Valérie Létard, secrétaire d'État à la solidarité, a précisé au Sénat « le packing est employé, par certains médecins, comme traitement pour des enfants ou adultes autistes présentant des troubles sévères. Le recours à cette technique devrait rester strictement limité à un protocole. Tout recours en dehors de ce cadre, notamment en cas d’absence d’accord formel des parents, peut donner lieu à un signalement en vue d’une enquête, et même à un signalement judiciaire,. »
Autisme France a réclamé l'interdiction pure et simple de cette pratique en France[source insuffisante]. En 2011, l'association « Léa pour Samy » a proposé un moratoire et une pétition contre le packing dans le but de faire cesser cette « pratique appliquée sans validation scientifique et inadaptée au traitement et à la prise en charge dont ont besoin les enfants avec autisme ».

### Personnels soignants
Olivier Bousquet, auteur d'un avis infirmier sur le packing, commente une vidéo documentaire sur la pratique du packing en hôpital de jour en évoquant les risques psychologiques relevés par certains parents. Il mentionne une « régression de l'autonomie » des enfants, une perte de « l'élan vital », et associe ces phénomènes à la dépression réactionnelle, au syndrome de Stockholm et au syndrome post-traumatique. Dans un témoignage sur sa pratique clinique, Pierre Delion révèle que si l'enfant semble s'apaiser, ceci peut être interprété comme un signe d'acceptation de sa part. A contrario, Olivier Bousquet émet l'hypothèse que de tels signes peuvent aller dans le sens d'une expérience vécue comme une torture, définie telle que « sentiment d'absurdité de la situation associée à une contention forcée et répétée, sans possibilité de contrôle du sujet ».

### Psychanalystes
Certain praticiens défendent l'intérêt du packing en faisant référence à diverses théories psychanalytiques, bien qu'aucune ne préconise le recours à cette pratique[réf. nécessaire]. Au contraire, de nombreux psychanalystes critiquent la méthode du packing[réf. nécessaire]. 
Le Dr Patrick Juignet, psychanalyste, écrit : « du point de vue psychodynamique — que nous défendons — cette technique de momification entraîne nécessairement une régression massive dont les bénéfices ne sont pas prouvés. La psychanalyse (parfois citée à ce sujet) n'a jamais suggéré que des mouvements régressifs aient un effet bénéfique sur qui que ce soit. De plus l'orientation de la thérapeutique psychodynamique, quel que soit l'aménagement technique, implique, d'une part une neutralité, c'est-à-dire l'absence d'action directe et, d'autre part, implique de favoriser la mentalisation et la symbolisation, ce qui n'est pas le cas ici. […] La technique du packing ne peut en aucun cas être justifiée par des arguments psychodynamiques. C'est une technique active, comportementale, purement empirique et assez peu crédible. »

### Autiste connue
Temple Grandin s'est exprimée contre une déclaration du pédopsychiatre et psychanalyste français Pierre Delion, qui citait sa machine à câlin comme « excellent exemple des fonctions vers lesquelles le packing tend pour aider les personnes autistes à retrouver une contenance suffisante lorsqu'elles traversent des moments de déconstruction trop angoissants », déclarant qu'elle « aurait détesté le packing, car l'enfant doit être en mesure de contrôler la pression lui-même ».

#### Ouvrages et chapitres
- Pierre Delion, Le Packing avec les enfants autistes et psychotiques, Ramonville Saint-Agne, France, Erès, 2012 (1re éd. 1998) (OCLC 40106327, lire en ligne) . (Prix spécial 2009 de l’Évolution psychiatrique).
- Pierre Delion (dir.) et al., La pratique du packing, Toulouse, Éd. Érès, coll. « L’Ailleurs du corps », 2007, 154 p. (ISBN 978-2-7492-0773-5, présentation en ligne)
- Alain Gillis, L'autisme attrapé par le corps : le holding thérapeutique et les packs, Bruxelles, Editions Mardaga, 1998, 150 p. (ISBN 978-2-87009-692-5, lire en ligne)
- Lefetz C. Intérêt du packing dans l'anorexie mentale. Discussion à propos d'une observation. Thèse Méd. Université de Lille 2. 14 mai 2008
- Brigitte Chamak, « L’exemple de la controverse sur le packing », dans Controverses sur l'autisme : décrypter pour dépasser les antagonismes, Toulouse, Erès, 2021 (ISBN 9782749269948, lire en ligne), p. 31-64

#### Articles scientifiques
- Geneviève Haag, Sylvie Tordjman et al., « Grille de repérage clinique des étapes évolutives de l'autisme infantile traité », La Psychiatrie de l'Enfant, nos 38-2,‎ 1995, p. 495-527 (résumé)
- Gillis A. Approche phénoménologique des troubles autistiques. "Perspectives Psy" avril 2004
- Gillis A. Résistance et Conscience de Soi. Psychiatries. Septembre 2013
- (en) Goeb JL, Bonelli F, Jardri R, Lenfant AY, Delion P. « Packing therapy in children and adolescents with autism and serious behavioural problems », in British Medical Journal, bmj.com, 30 May 2007. Disponible en ligne
- (en) Spinney L. Therapy for autistic children causes outcry in France. The Lancet 2007;370:645-646, 25 août 2007 Lire l'article
- Tordjman S, Charras K. « Intérêts d’une meilleure compréhension de l’apparente insensibilité à la douleur et des automutilations dans l’autisme : vers de nouvelles perspectives thérapeutiques. » in Pierre Delion (dir.) et al., La pratique du packing, Toulouse, Éd. Érès, coll. « L’Ailleurs du corps », 2007, 154 p. (ISBN 978-2-7492-0773-5, présentation en ligne)
- (en) Goeb JL, Bonelli F, Jardri R, Kechid G, Lenfant AY, Delion P. « Packing therapy in children and adolescents with autism and serious behavioural problems », European Psychiatry 2008;23(Suppl. 2):S405-S406.
- J.-L. Goeb, M. Ravary, C. Lallié, G. Kechid, R. Jardri, F. Bonelli, A.-Y. Lenfant, J.-M. Baleyte, C. Mille et P. Delion, « Les enveloppements humides initialement froids (packings) sont efficaces dans les troubles graves du comportement chez les enfants et adolescents autistes », Neuropsychiatrie de l'Enfance et de l'Adolescence, Elsevier BV, vol. 57, no 6,‎ septembre 2009, p. 529-534 (ISSN 0222-9617, DOI 10.1016/j.neurenf.2009.05.006, lire en ligne)
- Jean-Louis Goeb ; Maud Ravary ; Céline Lallie ; Géraldine Kechid ; Renaud Jardri ; Frank Bonelli ; Anne-Yvonne Lenfant ; Jean-Marc Baleyte ; Christian Mille ; Pierre Delion, « Intérêt des enveloppements humides initialement froids (packings) dans les troubles graves du comportement chez les enfants et adolescents autistes », Le Carnet PSY, Editions Cazaubon, vol. 136, no 5,‎ 1er mai 2009, p. 23-26 (lire en ligne)
- (en) Cohen D, Nicoulaud L, Maturana A, Danziger N, Périsse D, Duverger L, Jutard C, Kloeckner A, Consoli A, Guilé JM. Investigating the use of Packing therapy in adolescents with catatonia : A retrospective study. Clinical Neuropsychiatry (2009) 6; 1: 1-6.
- [Amaral et al. 2011] David Amaral, Sally J. Rogers, Simon Baron-Cohen et Thomas Bourgeron, « Against le packing: a consensus statement », Journal of the American Academy of Child and Adolescent Psychiatry, vol. 50, no 2,‎ février 2011, p. 191–192 (ISSN 1527-5418, PMID 21241956, DOI 10.1016/j.jaac.2010.11.018, lire en ligne, consulté le 14 novembre 2020)
- R. Chvetzoff et al., « Du compas à la boussole : de l'Evidence Based Medicine au sens de la relation de soin », Revue Éthique & Santé, vol. 9, no 4, décembre 2012.
- Mikaël Molet, « Le Packing Vu Autrement », Enfance, vol. 4, no 4,‎ 31 décembre 2012, p. 435-440 (ISSN 0013-7545, DOI 10.3917/enf1.124.0435, lire en ligne, consulté le 11 septembre 2022).

#### Institutions sanitaires
- Haut Conseil de la santé publique, Risques associés à la pratique du packing pour les patients mineurs atteints de troubles envahissants du développement sévères : Rapport de synthèse d’experts, février 2010 (lire en ligne [PDF])
- Haut Conseil de la santé publique, Avis relatif aux risques associés à la pratique du packing pour les patients mineurs atteints de troubles envahissants du développement sévères, 2 février 2010 (lire en ligne [PDF])
- Haute autorité de santé et Agence nationale de l'évaluation et de la qualité des établissements et services sociaux et médico-sociaux, Autisme – Questions/Réponses, 8 mars 2012 (lire en ligne [PDF])
- Haute autorité de santé et Agence nationale de l'évaluation et de la qualité des établissements et services sociaux et médico-sociaux, Autisme et autres troubles envahissants du développement : interventions éducatives et thérapeutiques coordonnées chez l’enfant et l’adolescent. Argumentaire scientifique, mars 2012 (lire en ligne [PDF])

#### Presse
- Cécile Prieur, « A Lille, des outils variés pour aider les enfants autistes », Le Monde,‎ 3 avril 2008 (lire en ligne, consulté le 20 septembre 2015)
- Estelle Saget, « Autisme: les parents jugent le packing », L’Express,‎ 17 juin 2009 (lire en ligne, consulté le 20 septembre 2015)
- Estelle Saget, « Autisme : le traitement qui choque », L’Express,‎ 17 juin 2009 (lire en ligne, consulté le 20 septembre 2015)
- Mikaël Molet, « Le Packing Vu Autrement: », Enfance, vol. N° 4, no 4,‎ 31 décembre 2012, p. 435–440 (ISSN 0013-7545, DOI 10.3917/enf1.124.0435, lire en ligne, consulté le 11 septembre 2022)